# Bobby Clark (football, 2005)
Bobby Clark, né le 7 février 2005 à Newcastle upon Tyne, est un footballeur anglais qui évolue au poste de milieu de terrain à Derby County, en prêt du RB Salzbourg.

## Biographie

### Carrière en club
Né à Newcastle upon Tyne en Angleterre — où joue alors son père, le footballeur Lee Clark —, Bobby Clark est formé entre Birmingham City, Newcastle United et Liverpool FC, où il commence sa carrière professionnelle en championnat d'Angleterre,,. Il joue son premier match avec l'équipe première du club le 27 août 2022, entrant en jeu lors de la victoire 9-0 contre Bournemouth en Premier League,.
Mais c'est surtout lors de la saison 2023-2024 qu'il va s'illustrer avec l'équipe fanion : il est buteur et passeur sur un match retour de Ligue Europa contre le Sparta Prague, qui permet aux Reds de se qualifier en quart de finale ; puis surtout, il joue les 48 dernières minutes de la finale d'EFL Cup, au sein d'une équipe rajeunie avec Jayden Danns, James McConnell, Conor Bradley ou encore Jarell Quansah, qui l'emporte 0-1 contre Chelsea, pour le dernier titre de l'ère Klopp,,,.
En juin 2023, il est transféré au RB Salzbourg en championnat d'Autriche, où il retrouve comme entraîneur Pepijn Lijnders, l'ancien adjoint de Jürgen Klopp,.
Le 18 septembre 2024, il fait ses débuts avec les Salzbourgeois, pour leur match d'ouverture de Ligue des champions chez le Sparta Prague.

### Carrière en sélection
En septembre 2023, Bobby Clark fait ses débuts avec l'équipe d'Angleterre des moins de 19 ans.

## Palmarès
Liverpool FC
- Coupe de la Ligue anglaise
  - Vainqueur en 2023-24